# Chyliza rubronigra
Chyliza rubronigra är en tvåvingeart som beskrevs av Albuquerque 1957. Chyliza rubronigra ingår i släktet Chyliza och familjen rotflugor. Inga underarter finns listade i Catalogue of Life.